# Hewitt (Contea di Wood, Wisconsin)
Hewitt è un comune degli Stati Uniti, situato in Wisconsin, nella Contea di Wood.